# L'Express (Canada)
Pour les articles homonymes, voir L'Express (homonymie).
L'Express, également connu sous son ancien nom L'Express de Toronto, est un hebdomadaire francophone basé à Toronto et diffusé sur la région du Grand Toronto et du Centre-Sud de l'Ontario, au Canada. Il est l'hebdomadaire canadien francophone le plus important à l'extérieur de la province de Québec. Le président en cours est Éric-Justin Mazaré.
Son rédacteur en chef est François Bergeron.
Ce journal francophone a été fondé en 1 mars 1976, par Jean Mazaré, François Taisne et Édouard Apanaszewski:3 sous le nom Le Toronto Express. Il est renommé L'Express le 20 octobre 1978:1,, puis L'Express de Toronto le 19 janvier 1982,, puis L'Express le 31 juillet 1990. 
Par ses chroniques et sa revue de l’actualité, ce journal fait une large place aux nouvelles et aux événements culturels qui mettent en vedette des francophones d'origines ethniques diverses. Ces articles, y compris sur les traditions, culinaires ou autres, des pays d'où proviennent les francophones de Toronto, mettent en exergue le patrimoine de ces communautés francophones

En 2018, L'Express a reçu un avertissement des autorités canadiennes pour avoir utilisé sur internet de manière trompeuse le nom de domaine web lemetropolitain.ca, qui ressemble beaucoup au nom de domaine lemetropolitain.com de la publication concurrente Le Métropolitain, en redirigeant les lecteurs vers L'Express
.